# Breyers Tennis Classic 1990
Breyers Tennis Classic 1990 — жіночий тенісний турнір, що проходив на закритих кортах з твердим покриттям Crestview Country Club у Вічиті (США). Належав до турнірів категорії Tier IV в рамках Туру WTA 1990. Відбувсь удесяте й востаннє і тривав з 5 до 11 лютого 1990 року. Несіяна Діанне Ван Ренсбург здобула титул в одиночному розряді й отримала 27 тис. доларів США.

## Фінальна частина

### Одиночний розряд
Діанне Ван Ренсбург —  Наталі Тозья 2–6, 7–5, 6–2
- Для Ренсбург це був єдиний титул в одиночному розряді за кар'єру.

### Парний розряд
Манон Боллеграф /  Мередіт Макґрат —  Мері-Лу Деніелс /  Венді Вайт 6–0, 6–2

## Розподіл призових грошей
| Дисципліна       | П       | F       | ПФ     | ЧФ     | 1/8    | 1/16 |
| Одиночний розряд | $27,000 | $13,500 | $6,750 | $3,750 | $1,775 | $950 |